# Артюр Батю
Артюр Батю (фр. Arthur Batut; 9 лютого 1846 — 19 січня 1918) — французький фотограф та один із піонерів аерофотозйомки.

## Біографія

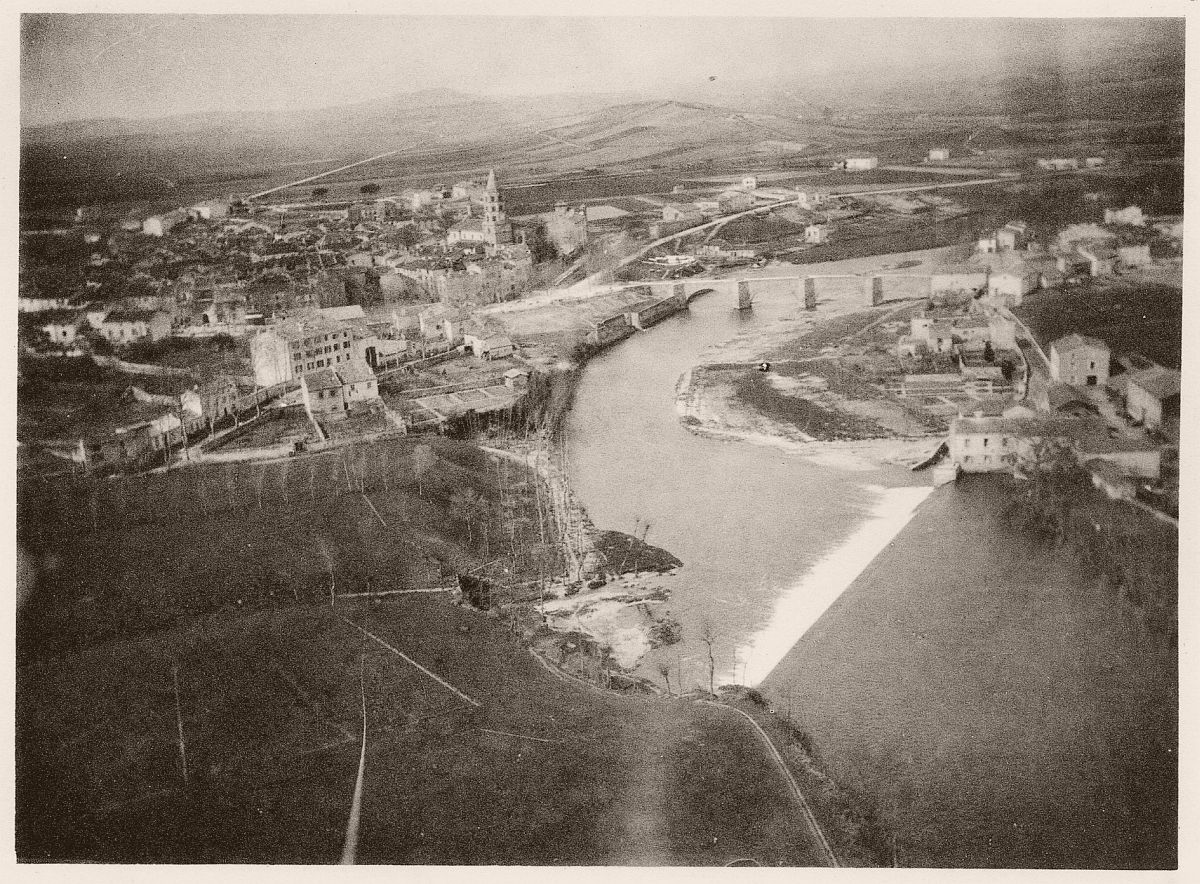
Лабрюгієр, 1889

Батю народився 1846 року у місті Кастр, Франція. Все своє життя він цікавився історією, археологією та фотографією. В його книгу на тему аерофотозйомки за допомогою повітряних зміїв, яка вийшла у 1890 році, увійшов аерознімок Лабрюгієра, виконаний якраз із такого змія. У Лабрюгієрі фотограф провів майже все своє життя, і помер також там — у 1918 році. Вважається, що в 1887 або у 1888 році він став першим фотографом, якому вдалося успішно застосувати такий метод фотозйомки.
На той час метод аерозйомки з використанням повітряного змія мав потенційне застосування для аерофоторозвідки, але також було можливе використання і у сільському господарстві та археології. Перші фотознімки з повітря були виконані фотографом Надаром із повітряної кулі у 1858 році. Використання ж «безпілотних» повітряних зміїв передбачало очевидні переваги для застосування у військових цілях.
Натхненний Френсісом Ґалтоном, він також виконував композитні фотознімки, в які входили портрети декількох людей — на одній фотопластині.

## Праці
- Batut, Arthur (1887). La photographie appliquée à la production du type d'une famille, d'une tribu ou d'une race. Paris: Gauthier-Villars et fils.(фр.)
- Batut, Arthur (1890). La photographie aérienne par cerf-volant (PDF). Paris: Gauthier-Villars et fils. Архів оригіналу (PDF) за 4 листопада 2013. Процитовано 3 листопада 2013.(фр.)